# 莱克雷奈
莱克雷奈（法語：Les Cresnays，法語發音：[le kʁɛnɛ]）是法国芒什省的一个市镇，属于阿夫朗什区。

## 地理
莱克雷奈（48°43'8"N, 1°7'19"W）面积9.78 平方千米，位于法国诺曼底大区芒什省，该省份为法国西北部沿海省份，西、北、东北三面环大西洋，东起顺时针与卡爾瓦多斯省、奧恩省、马耶讷省和伊勒-维莱讷省接壤。
与莱克雷奈接壤的市镇（或旧市镇、城区）包括：布雷塞、屈沃、勒梅尼勒阿德莱、雷菲韦耶、圣洛朗德屈沃。

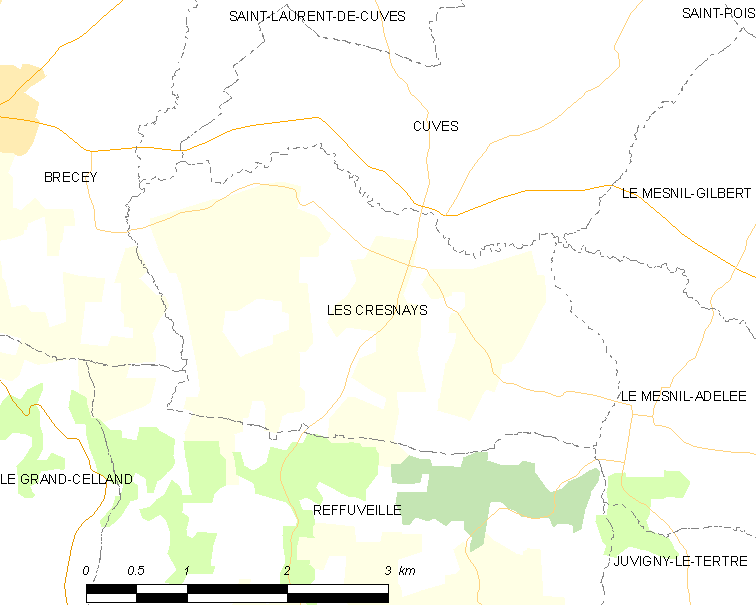
莱克雷奈的OSM定位图

莱克雷奈的时区为UTC+01:00、UTC+02:00（夏令时）。

## 行政
莱克雷奈的邮政编码为50370，INSEE市镇编码为50152。

## 政治
莱克雷奈所属的省级选区为伊西尼-勒比阿县。

## 人口

1962-2008年间莱克雷奈人口变化图示

莱克雷奈于2022年1月1日时的人口数量为230人。